# World of Tomorrow
World of Tomorrow é um filme em animação estadunidense de 2015, dos gêneros ficção científica comédia e drama , dirigido, escrito e produzido por Don Hertzfeldt e ilustrado por Julia Pott.
World of Tomorrow foi indicado ao Oscar de melhor curta-metragem de animação em 2016 e premiado no Festival Sundance de Cinema.[carece de fontes?]